# Coppa di Francia 1973-1974
La stagione 1973-74 è stata la 57ª edizione della Coppa di Francia.

## Risultati

### Sedicesimi di finale
| Squadra 1           | Totale | Squadra 2           | Andata | Ritorno |
| ------------------- | ------ | ------------------- | ------ | ------- |
| Troyes AF           | 2 - 4  | Olympique Lione     | 2 - 2  | 0 - 2   |
| Nantes              | 1 - 0  | Nîmes               | 1 - 0  | 0 - 0   |
| Nancy               | 3 - 4  | Paris Saint-Germain | 1 - 2  | 2 - 2   |
| Rouen               | 1 - 0  | Lens                | 1 - 0  | 0 - 0   |
| Châteauroux         | 1 - 5  | Strasburgo          | 0 - 2  | 1 - 3   |
| Tolosa              | 3 - 0  | Bordeaux            | 0 - 0  | 3 - 0   |
| Lorient             | 2 - 3  | Bastia              | 0 - 0  | 2 - 3   |
| Valenciennes        | 3 - 6  | Stade Reims         | 2 - 2  | 1 - 4   |
| Boulogne            | 0 - 4  | Saint-Étienne       | 0 - 2  | 0 - 2   |
| Tours               | 2 - 3  | Metz                | 1 - 1  | 1 - 2   |
| US Baume-les-Dames  | 1 - 5  | Angers              | 1 - 4  | 0 - 1   |
| Ajaccio             | 2 - 0  | Béziers             | 2 - 0  | 0 - 0   |
| Aviron Bayonnais    | 0 - 1  | Cannes              | 0 - 0  | 0 - 1   |
| Lilla               | 0 - 2  | Sochaux             | 0 - 0  | 0 - 2   |
| Avignon Football 84 | 0 - 1  | Laval               | 0 - 0  | 0 - 1   |
| Monaco              | 6 - 2  | Olympique Alès      | 3 - 0  | 3 - 2   |

### Ottavi di finale
| Squadra 1 | Totale | Squadra 2           | Andata | Ritorno |
| --------- | ------ | ------------------- | ------ | ------- |
| Angers    | 2 - 4  | Saint-Étienne       | 2 - 0  | 0 - 4   |
| Nantes    | 2 - 0  | Strasburgo          | 1 - 0  | 1 - 0   |
| Metz      | 1 - 4  | Paris Saint-Germain | 0 - 2  | 1 - 2   |
| Tolosa    | 1 - 9  | Stade Reims         | 1 - 4  | 0 - 5   |
| Cannes    | 2 - 7  | Olympique Lione     | 1 - 2  | 1 - 5   |
| Rouen     | 1 - 6  | Monaco              | 0 - 3  | 1 - 3   |
| Ajaccio   | 3 - 4  | Sochaux             | 2 - 3  | 1 - 1   |
| Bastia    | 6 - 2  | Laval               | 3 - 1  | 3 - 1   |

### Quarti di finale
| Squadra 1           | Totale | Squadra 2   | Andata | Ritorno     |
| ------------------- | ------ | ----------- | ------ | ----------- |
| Olympique Lione     | 4 - 4  | Sochaux     | 4 - 2  | 0 - 2 (dts) |
| Paris Saint-Germain | 2 - 7  | Stade Reims | 0 - 5  | 2 - 2       |
| Monaco              | 2 - 1  | Bastia      | 2 - 0  | 0 - 1       |
| Saint-Étienne       | 3 - 2  | Nantes      | 2 - 1  | 1 - 1       |

### Semifinali
| Squadra 1     | Risultato | Squadra 2   |
| ------------- | --------- | ----------- |
| Saint-Étienne | 1 - 0     | Stade Reims |
| Monaco        | 1 - 0     | Sochaux     |

### Finale
| Squadra 1     | Risultato | Squadra 2 |
| ------------- | --------- | --------- |
| Saint-Étienne | 2 - 1     | Monaco    |

| Arbitro: | Verbecke |

| |            |                                                                             |
| Synaeghel 44’ Merchadier 61’ | Marcatori  | 65’ Onnis                                                                   |
| · Ćurković · Repellini · Piazza · Lopez · Farison · Larqué · 58’ Bathenay · Revelli · Bereta · Janvion · Synaeghel · A disposizione: · 58’ Merchadier | Formazioni | Montes Mosca Guesdon Chomet Polny Petit Quittet Rosso Onnis Dalger Taravini |
| Herbin | Allenatori | Bravo                                                                       |